# Биомеханика
 Тази статия е за научната дисциплина.  За театралната дисциплина вижте Биомеханика (театър).  
Биомеханиката е клон на науката, изследващ и анализиращ механиката на живите организми.
Примери за такива изследвания са изследванията на биомеханичните сили, действащи върху ребрата, аеродинамиката на птици и летящи насекоми, хидродинамиката при плуването на рибите в общ план, както и движението при всички живи форми, като се започне от една-единствена клетка и се стигне до целия организъм.
Биомеханиката на човешки същества е централната част на науката кинезиология.